# デデキント切断
デデキント切断（デデキントせつだん、英: Dedekind cut）、あるいは単に切断（独: Schnitt）とは、リヒャルト・デデキントが考案した数学的な手続きで、実数論の基礎付けに用いられる。

## 定義
全順序集合 (K, <) について、以下を全て満たす二つの集合の組 (A, B) をデデキント切断という。
- {\displaystyle K=A\cup B}
- {\displaystyle A\neq \varnothing }
- {\displaystyle B\neq \varnothing }
- {\displaystyle \forall \ a\in A,\ \forall \ b\in B,\ a<b}

## 概論
以下では全順序集合 K として有理数をとり、「切断が一つの数を確定する」ことを公理に採用して有理数の"隙間"を埋める形で、実数を構成する。仮に上記の A, B をそれぞれ下組、上組としておく。
有理数の切断を与えることで、切断に対応する実数をただ一つ定めることができる。
一般に全順序集合の切断には、四つの場合が考えられる。
1. 下組の最大元と上組の最小元がある。
2. 下組には最大元があるが、上組に最小元がない。
3. 上組には最小元があるが、下組に最大元がない。
4. 下組の最大元、上組の最小元ともにない。

有理数の場合、稠密性から任意の二つの有理数の間に無数の有理数が存在するため、切断1は不可能である。切断2および切断3の場合は、それぞれ下組の最大元、上組の最小元にあたる有理数に対応し、切断4の場合は、無理数に対応する。
上記の方法による実数の定義は、実数の連続性と同値である。
実際、上記の方法で構成された実数に対して切断を行った場合、切断4は不可能となり、切断2もしくは切断3のいずれかになるため、対応する境界の元がただ一つ定まる。これをデデキントの定理と言う。